# Terezie Brunswicková
Terézia Brunswicková, hraběnka Teréz Brunszwik de Korompa nebo Brunswick (27. července 1775 Bratislava – 23. září 1861 Vácduka v Pešťské župě) byla uherská šlechtična z rodu Brunswicků a vynikající hudebnice. Ona, nebo její sestra Josefína, byla pravděpodobně tzv. „Nehynoucí láskou“ Ludwiga van Beethovena. 

## Život
Terezie byla nejstarší dcerou Antonína II. a Anny Seebergové. Byla velice hudebně nadaná, v šesti letech hrála na klavír a později se projevil také její krásný altový hlas. který využívala při zámeckých vystoupeních. 
Když se Terezie poprvé setkala s o pět let starším Beethovenem, udělala na něj trvalý dojem svou klavírní virtuozitou. Terezie si však nakonec zvolila životní cestu charitativní činnosti. Odcestovala s příbuznými do Švýcar, zde se seznámila s Johannem Pestalozzim, který v ní probudil smysl pro výchovu dětí a v tomto oboru zůstala věrna do své smrti. V roce 1828 založila v Budíně v domě své matky první mateřskou školu v Uhersku, která byla známá pod názvem Andělská zahrada. V roce 1830 založila další dvě mateřské školy v Bratislavě na Vydrici a na Valonské ulici. Do její smrti se v Uhrách nacházelo již 80 podobných zařízení.
Stala se průkopnicí vzdělávání pro ženy a malé děti v Uhersku. Sama založila jedenáct mateřských škol, učiliště, vyšší dívčí ústav (ve spolupráci se svou neteří hraběnkou Blankou z Teleki) a domácí hospodářskou školu a v roce 1836 založila spolek pro zřizování mateřských škol. 
Terezie Brunswicková zůstala neprovdaná a zůstala po celý život jednou z nejhorlivějších obdivovatelek hudby Ludwiga van Beethovena.
Ona, nebo její sestra Josefína, provdaná Deymová ze Stříteže, byla pravděpodobně tzv. „Nesmrtelnou milenkou“ Ludwiga van Beethovena. S Josefínou poznaly Beethovena roku 1799. Beethoven jedné ze sester v roce 1806 napsal tři dopisy, které se našly v jeho pozůstalosti. Není možné určit, komu přesně byly adresovány, neboť jméno není uvedeno. 
Terezie Brunswicková z Korompy zemřela 23. září 1861 Vácduka v Pešťské župě.